# Zip, Zip, Zip
"Zip, Zip, Zip" es el episodio #14 de la primera temporada de How I Met Your Mother. Se estrenó el 6 de febrero de 2006.

## Trama
Muchas de las primeras veces de Ted y Victoria (el primer beso, la primera noche juntos, el primer fin de semana juntos) suceden en una semana. Después de que Marshall y Lily le pregunten cuántas veces han tenido sexo en la semana, Ted revela que están esperando, ya que no quieren apurarse. Luego agrega que es en mayor parte idea de Victoria, y la única razón por la que sigue esto es que él piensa que Victoria es la indicada. Ted comienza a ponerse ansioso después de unas semanas y no lo puede soportar. Sin embargo, Victoria decide apurar las cosas cuando se da cuenta de que no estará en la ciudad cuando termine su primer mes juntos. Van a la casa de Ted (supuestamente, que no hay nadie), y pasan mucho tiempo estando juntos antes de ir a la habitación para tener sexo por primera vez. 
Al mismo tiempo, Marshall y Lily están en el apartamento. Habían planeado salir a un lugar por su noveno aniversario, pero decidieron quedarse. Ted y Victoria aparecen inesperadamente, atrapándolos en el baño. Primero, se burlan de Ted y Victoria por ser una pareja mimosa, pero Lily comienza a preguntarse que sucedió al romance en su relación. Ella y Marshall tratan de mirarse a los ojos, pero Lily lo arruina cuando pregunta sobre la ropa limpia. Luego tratan de agarrarse las manos, pero Marshall lo arruina cuando pasa un brazo alrededor de Lily y quiere tocar su pecho. Mientras comienzan a preguntarse si no tienen más experiencias por primera vez, Lily se da cuenta de que tiene que orinar. Ella no ha orinado en frente de Marshall anteriormente, y siempre quiso mantener el secreto, pero finalmente orina en frente de Marshall. Aunque no estaba feliz al principio, ella se da cuenta de que fue una primera vez para ella y Marshall, y luego se da cuenta de que su relación no envejece. 
Robin es dejada por su cuenta, y después que una amiga está con alguien, decide convertirse en la amiga de Barney por esa noche. Robin aparece en un traje, y Barney está impresionado. Después de estar en el bar de cigarros, se dirigen a una pelea de láseres. Regresan al bar, donde Robin intenta acercar a una mujer a Barney y Barney intenta acercar a Robin con una lesbiana. Ambos se dirigen al apartamento de Robin para jugar a Battleship. Barney interpreta mal su amistad por química sexual, y se saca la ropa en un intento fallido de seducir a Robin. Después de gritarle a Barney, Robin admite que tiene sentimientos hacia Ted, y Barney promete no contar, con la condición de no mencionar que Barney se desnudó frente a ella.

## Continuidad
- En "Perfect Week", se dice que Marshall y Lily compartieron un cepillo de dientes todo el tiempo en que vivieron en el apartamento, pero son vistos cepillándose los dientes simultáneamente en el episodio.
- La amiga de Robin es la misma que aparece en el episodio Piloto, quién alguien terminó con ella. Ella le dice la misma cosa a Robin ("¿Qué es lo que te demora tanto?").